# Welterbe in Eswatini
Eswatini hat die Welterbekonvention 2005 ratifiziert. Bislang (Stand 2020) wurde noch keine Stätte in Eswatini in das UNESCO-Welterbe aufgenommen.

## Tentativliste
In der Tentativliste sind die Stätten eingetragen, die für eine Nominierung zur Aufnahme in die Welterbeliste vorgesehen sind. Derzeit (2020) ist eine Stätte in der Tentativliste von Eswatini eingetragen, die Eintragung erfolgte 2008.
Die folgende Tabelle listet die Stätten in chronologischer Reihenfolge nach dem Jahr ihrer Aufnahme in die Tentativliste (K – Kulturerbe, N – Naturerbe, K/N – gemischt).
| Bild             | Bezeichnung         | Jahr | Typ | Ref. | Beschreibung |
| ---------------- | ------------------- | ---- | --- | ---- | --- |
| (weitere Bilder) | Ngwenya Mine (Lage) | 2008 | K   | 5421 | Die Eisenmine bei Ngwenya gilt als ältestes Bergwerk der Welt. Frühmenschen sollen hier schon vor 42.000 Jahren Roteisenstein abgebaut haben. |